# Aeródromo La Capilla
El Aeródromo La Capilla (OACI: SCYC) es un terminal aéreo ubicado cerca de Puyehue, en la Provincia de Osorno, Región de Los Lagos, Chile. Es de propiedad pública.